# Rhithrogena amseli
Rhithrogena amseli is een haft uit de familie Heptageniidae. De wetenschappelijke naam van de soort is voor het eerst geldig gepubliceerd in 1964 door Demoulin.
De soort komt voor in het Palearctisch gebied.